# Epidendrum heterodoxum
Epidendrum heterodoxum är en orkidéart som beskrevs av Heinrich Gustav Reichenbach. Epidendrum heterodoxum ingår i släktet Epidendrum och familjen orkidéer. Inga underarter finns listade i Catalogue of Life.